# Escatawpa
Escatawpa är en ort (CDP) i Jackson County i delstaten Mississippi i USA. Orten hade 3 254 invånare, på en yta av 17,92 km² (2020). Escatawpa ligger cirka 15 kilometer norr om Pascagoula.